# F.lux
f.lux és un programa informàtic multiplataforma que ajusta la temperatura de color de la pantalla segons la ubicació i l'hora del dia. Està dissenyat per reduir la fatiga visual durant l'ús nocturn del dispositiu i d'aquesta manera minimitzar l'alteració de les fases del son.

## Funcionalitat
Un cop instal·lat, l'usuari pot especificar la seva ubicació tot introduint el nom del lloc, el codi postal o les coordenades geogràfiques. Aleshores el programa calibra automàticament la temperatura de color de la pantalla en funció de l'hora en què té lloc la sortida i la posta del Sol a la ubicació escollida. Al capvespre disminuirà gradualment la temperatura cap a un color més càlid i a l'alba restablirà el color original.
A més, f.lux ofereix diversos perfils i valors predefinits de temperatures de color perquè el programa s'adapti a diferents activitats. Per exemple, inclou un mode per a la visió de pel·lícules, un mode de cambra fosca (pantalla vermella i en negatiu), un mode de vinyetatge i un d'escala de grisos. A la versió de f.lux per a ordinador la programació horària es pot invertir per tal que proporcioni llum càlida durant el dia.
El programa també pot controlar el sistema d'il·luminació Philips Hue de manera que la temperatura de color de l'entorn estigui d'acord amb la configuració de f.lux. I també, amb la combinació de tecles Alt+PgUp i Alt+PgDn, l'usuari pot augmentar o disminuir la brillantor de la pantalla tot conservant la mateixa temperatura de color.

## Eficàcia
La hipòtesi dels creadors de f.lux és que l'alteració de la temperatura de color d'una pantalla per tal de reduir la preeminència de la llum blanca-blava a la nit millora la qualitat del son. La reducció de l'exposició a la llum blava durant les hores nocturnes s'ha relacionat amb l'increment de la secreció de melatonina. Encara que el desenvolupador ofereix una llista de recerques rellevants a la seva pàgina web, f.lux no ha estat provat científicament per tal de determinar la seva eficàcia.